# 比亞迪D1
比亞迪D1是中國汽車製造商比亞迪於2020年起生產的一款纯电动多功能休旅車，是專門為中國網約車平台滴滴出行而定制設計的出租车型號，於2020年11月在北京車展上首次公開亮相。是比亞迪與滴滴出行首次合作設計的車型 ，一開始D1僅向滴滴出行銷售，直至2022年下旬才向公眾公開發售，售價約15萬元人民幣。

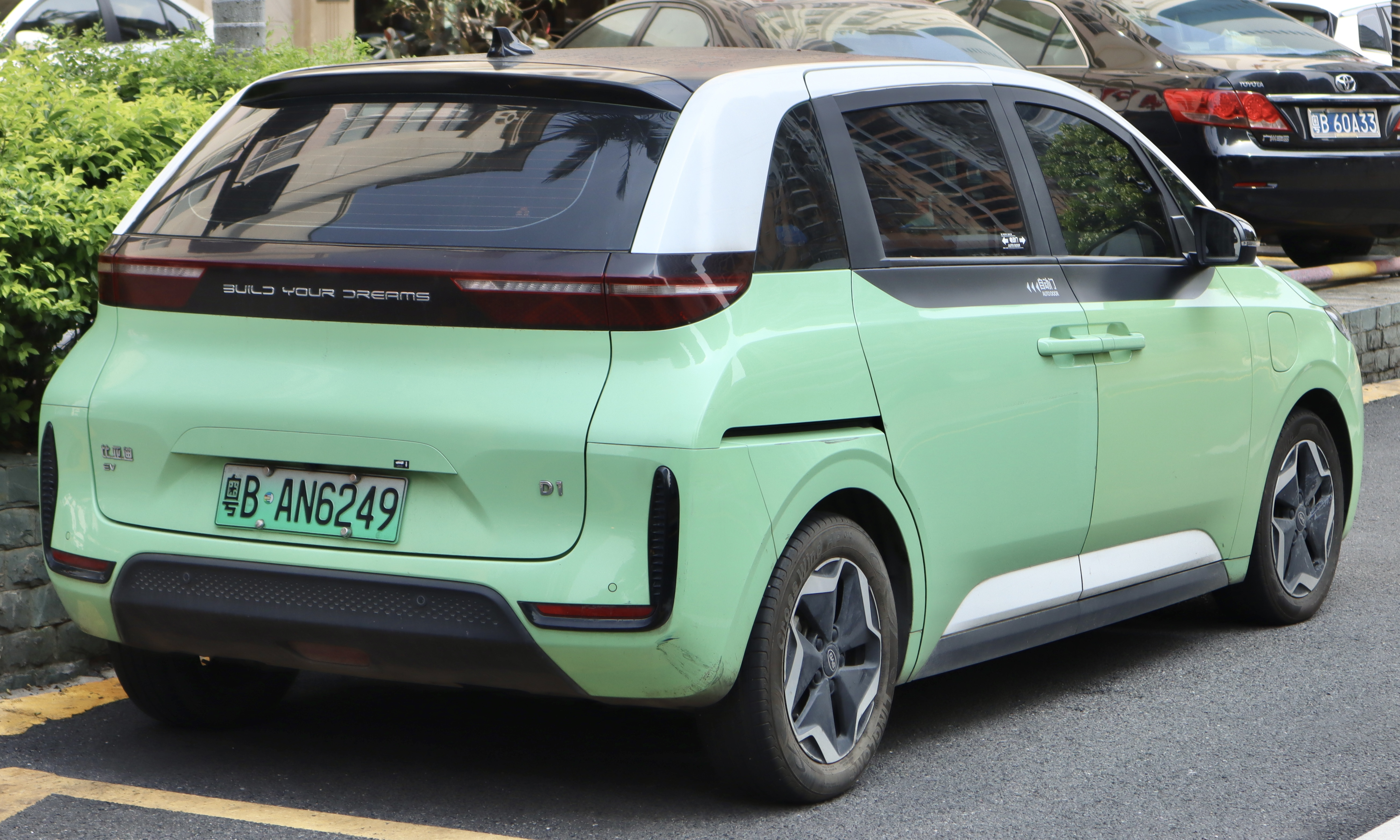
車尾

## 名稱由來
「D1」一名源自滴滴出行「Always Day 1」的主題，簡稱「D1」，象徵著成立8年的滴滴出行「始终如一，不忘初心」的精神。。

## 簡介

### 背景
早在2018年，中國最大的網約車平台滴滴出行已經與大眾汽車、一汽、廣汽和北京汽車等車企商討合作以组建合资公司，以尋求車廠能生產專為滴滴出行定制的新能源專車。更在同年4月與包括比亞迪在內的30多間中國汽車企業成立「洪流聯盟」，目的在於推進其智能綠色交通出行服務。
2020年8月，根據中國工信部發布的第335批《道路機動車輛生產企業及產品公告》新產品名單許可顯示，比亞迪與滴滴出行合作研發的兩款名為「秦D1」的電動車已經完成申報，配搭了磷酸鐵鋰電池，行駛里程分別是401公里及418公里（CLTC），兩者的電池系統能量密度均為140Wh/kg。而且從工信部照片顯示，D1跟其他採用比亞迪「龍顏」（Dragon Face）車頭設計的車款不同，D1採用了較圓潤及「梨形肥胖」的外觀設計，而且右邊後方車門採用侧滑门，左邊後方車門則採為普通車門設計，以方便乘客在靠右行駛的道路路邊上落客。

## 配置
D1採用前輪驅動，配有100千瓦（136馬力）的電動馬達。最高速度被限制在每小時130公里。採用能產生50kWh的磷酸鐵鋰刀片電池，與普通的鋰電池相比更為安全，百公里耗電量為12.3 kWh，擁有半自動駕駛功能及車內人工智能監測系統偵測司機的人臉識別登陸及監察司機狀態。

## 資料來源
1. ↑  . 專汽之都. 2020-10-30  [2023-06-11]. （原始内容存档于2023-06-11）.
2. ↑  . 王力汽車網. 2022-10-10  [2023-06-11]. （原始内容存档于2023-06-11）.
3. ↑  .   [2024-02-26]. （原始内容存档于2024-02-26）.
4. ↑  . 懂車帝. 2022-11-14  [2023-06-11]. （原始内容存档于2023-06-14）.
5. ↑  交大评车A. . 易車. 2021-09-11  [2023-06-11]. （原始内容存档于2023-06-11）.
6. ↑  . 汽車之家. 2022-12-31.
7. ↑  . 滴滴出行. 2020-11-16  [2023-06-11]. （原始内容存档于2023-06-11）.
8. ↑  . 新浪科技. 2018-04-30.
9. ↑  . 環球網.   [2023-06-11]. （原始内容存档于2023-06-11）.
10. ↑  . 搜狐. 2019-02-27  [2023-06-11]. （原始内容存档于2023-06-11）.
11. ↑  . 搜狐. 2020-08-01  [2023-06-11]. （原始内容存档于2023-06-11）.
12. ↑  裴健如. . 新浪財經. 2022-09-22  [2023-06-11]. （原始内容存档于2023-06-11）.
13. ↑  . 懂車帝. 2020-07-23  [2023-06-11]. （原始内容存档于2023-06-11）.
14. ↑  . 汽車之家.   [2023-06-11]. （原始内容存档于2023-06-11）.